# IC 983
IC 983 est une très vaste galaxie spirale barrée située dans la constellation du Bouvier à environ 248 millions d'années-lumière de la Voie lactée. Cette galaxie a été découverte par l'astronome français Stéphane Javelle en 1891.

## Description
La classe de luminosité d'IC 983 est II-III et elle présente une large raie HI. En raison d'une brillance de surface égale à 14,22 mag/am2, on peut qualifier IC 983 de galaxie à faible brillance de surface (LSB en anglais pour low surface brightness). Les galaxies LSB sont des galaxies diffuses (D) avec une brillance de surface inférieure de moins d'une magnitude à celle du ciel nocturne ambiant.
IC 982 et IC 983 figurent dans l'atlas des galaxies particulières de Halton Arp sous la cote Arp 117. Arp mentionne que c'est un exemple de galaxie elliptique perturbant une galaxie spirale rapprochée.
Selon A. M. Garcia, IC 982 fait partie du groupe de NGC 5490 avec les galaxies IC 984 et UGC 9078. L'appartenance d'IC 982 au même groupe que les trois autres galaxies (NGC 5490, IC 984 et UGC 9078) est fort douteuse cependant, d'autant qu'elle forme un couple avec la galaxie IC 983 dont la vitesse radiale est de (5443 ± 6) km/s est presque la même que la sienne.